# Чжушань (Шиянь)
Чжуша́нь (кит. упр. 竹山, пиньинь Zhúshān) — уезд городского округа Шиянь провинции Хубэй (КНР).

## История
В 611 году до н. э. царство Чу уничтожило царство Юнь (庸国) и присоединило его земли, после чего в этих местах был образован уезд Шанъюнь (上庸县).Во времена империи Лян был создан ещё и уезд Аньчэн (安成县). В 552 году уезд Аньчэн был переименован в Чжушань.
В 986 году уезд Шанъюнь был присоединён к уезду Чжушань.
В 1476 году из уезда Чжушань был выделен уезд Чжуси.
В 1949 году был образован Специальный район Лянъюнь (两郧专区) провинции Шэньси, и уезд вошёл в его состав. В 1950 году Специальный район Лянъюнь был передан из провинции Шэньси в провинцию Хубэй, где получил название Специальный район Юньян (郧阳专区). В 1952 году Специальный район Юньян был присоединён к Специальному району Сянъян (襄阳专区).
В 1965 году Специальный район Юньян был воссоздан. В 1970 году Специальный район Юньян был переименован в Округ Юньян (郧阳地区).
В 1994 году решением Госсовета КНР город Шиянь и округ Юньян были объединены в городской округ Шиянь.

## Административное деление
Уезд делится на 9 посёлков и 8 волостей.